# Science and Discovery Center of Northwest Florida

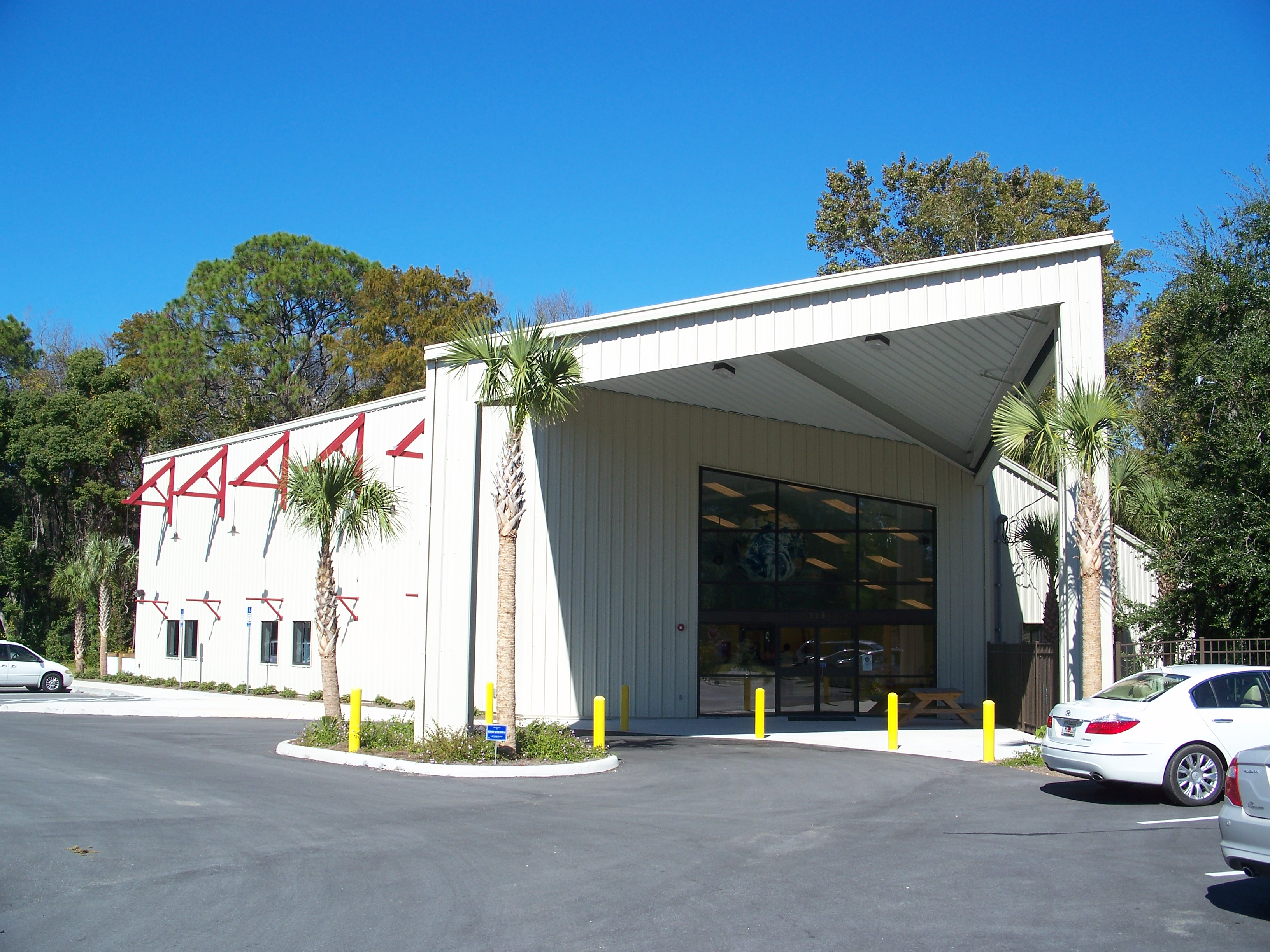
Museu Júnior do Condado de Bay, Panama City, Flórida.

O Science and Discovery Center of Northwest Florida é um museu para crianças localizado em Panama City, no estado da Flórida. As exposições incluem ciência interativa e história natural, além de haver áreas de lazer para crianças, áreas de répteis vivos e uma trilha natural. O centro também dispõe de uma pré-escola no local. A ideia do museu começou em 1967, como um museu para crianças, com a liderança do Clube das Mulheres Júnior e do Clube das Mulheres da Cidade do Panamá. As exposições temporárias começaram em 1969. O Junior Museum of Bay County foi inaugurado em 1981. O atual edifício foi inaugurado em 2010 e o nome do museu foi mudado para Centro de Ciência e Descobrimento do Noroeste da Flórida, em 2011.